# Thelma Carpenter
Thelma Carpenter  (* 15. Januar 1922 in Brooklyn, New York City; † 14. Mai 1997 in Manhattan, New York City) war eine US-amerikanische Jazzsängerin und Schauspielerin.

## Leben
Thelma Carpenter trat bereits mit fünf Jahren in der Show  Kiddie’s Hour auf, hatte mit elf Jahren eine eigene Radioshow bei WNYC in New York und gewann dann einen Amateurwettbewerb im Harlemer Apollo Theater. Nachdem sie John Hammond entdeckt hatte, debütierte sie als Sechzehnjährige 1939 als Bandvokalistin in Teddy Wilsons kurzlebigen Orchester, mit dem die sie Songs Love Grows on the White Oak Tree und This Is the Moment für Brunswick einspielte. 1939/40 gehörte sie dem Coleman Hawkins Orchester an, mit dem sie auf Bluebird Records im Oktober 1939 den Standard She’s Funny That Way aufnahm.
1943 wurde sie für Helen Humes Bandsängerin im Count Basie Orchestra und blieb zwei Jahre in der Band; durch den recording ban entstanden jedoch keine Aufnahmen bei Basie; sie wurde aber durch die Tourneen und die nächtlichen Radio-Übertragungen landesweit bekannt. Mit Basie entstand lediglich eine 78er im Jahr 1944, I Didn’t Know About You.
Danach ersetzte sie Dinah Shore als Vokalistin in Eddie Cantors Radioshow (1945/46), wo sie die erste afroamerikanische Künstlerin in einer ansonsten von weißen Künstlern besetzten Show war. In dieser Zeit nahm die populäre Songs wie „Can’t Help Lovin’ That Man“ (für Majestic), „Seems Like Old Times“, „These Foolish Things (Remind Me of You)“ sowie die patriotischen Hits Hurry Home und My Guy’s Come Back auf. Bei den Songs Joshua Fit De Battle of Jericho und American Lullaby wurde die von einem Trio namens Amory Brothers begleitet, das bald als Ames Brothers bekannt wurde.
Die weiteren Jahre trat sie vorwiegend in New Yorker Nachtclubs auf, u. a. im Le Ruban Bleu, Spivy’s Roof, Bon Soir und dem Michael’s Pub, außerdem im Bricktop’s in Rom. Sie wirkte auch bei verschiedenen Broadway-Theater-Aufführungen mit, wie dem Capitol, Loew’s State und dem Palace on Broadway; daneben trat sie mit dem Duke Ellington Orchestra in der Carnegie Hall auf. Für Columbia entstanden vier Songs wie Pie in the Basket mit dem Luther Henderson Orchestra, sie wurden aber wegen der anzüglichen Texte nicht im Radio gesendet.
Im Laufe ihrer Karriere als Sängerin nahm Carpenter für Majestic, RCA Victor, Columbia und Coral Records auf, u. a. mit Musikern wie Don Abney und Herman Chittison; ihre auf Elvis Presley gemünzter Song Yes I’m Lonesome Tonight erreichte 1961 die Billboard Top 60.
Bereits 1952 hatte Carpenter eine Rolle als Schauspielerin in der Revue „Shuffle Along“ am Broadway; anschließend ersetzte sie Pearl Bailey in der Titelrolle in Hello, Dolly!. Ende der 1970er Jahre wurde sie von Sidney Lumet engagiert  für die Rolle der Miss One in dem Film The Wiz, wo sie an der Seite von Diana Ross und Michael Jackson agierte. 1982 spielte sie die Mutter von Gregory und Maurice Hines in dem Francis-Ford-Coppola-Streifen The Cotton Club; 1989 arbeitete sie erneut für Coppola in dem Episodenfilm New York Stories.
Thelma Carpenter hatte bis zu ihrem Tod noch einige Auftritte in Fernsehserien, wie der Sitcom Cosby.
Die Sängerin ist nicht mit der gleichnamigen English-Billiards-Spielerin der 1940er Jahre zu verwechseln.

## Diskografische Hinweise
- Herman Chittison Trio with Thelma Carpenter (Discovery Records, ed. 1988)
- A Souvenir  (Audiophile, ed. 1997)
- Seems Like Old Times (Sepia, ed. 2006)

## Filmografie (Auswahl)

### Filme
- 1973: The Devil’s Daughter
- 1978: The Wiz – Das zauberhafte Land (The Wiz)
- 1984: Cotton Club (The Cotton Club)
- 1989: New Yorker Geschichten (New York Stories)

### Fernsehserien
- 1981: Love Boat (The Love Boat, Folge Quiet, My Wife’s Listening/Eye of the Beholder/The Nudist from Sunshine Gardens)
- 1996: Cosby (Folge: No Nudes Is Good Nudes)